# Barney Google e Snuffy Smith
Barney Google e Snuffy Smith, originalmente Barney Google, é uma tira diária americana, criada pelo cartunista Billy DeBeck (1890–1942). Desde a sua estreia em 17 de junho de 1919, a duradoura tira conquistou um grande número de leitores, aparecendo em 900 jornais de 21 países. A tira se tornaria conhecida ainda pelas várias adaptações para o cinema, desenhos animados, canções populares e televisão. Os termos e frases usadas pelos personagens influenciaram novas palavras e expressões na língua inglesa e inspiraram o refrão "Barney Google (with the Goo-Goo-Googly Eyes)" de uma canção popular de 1923 composta por Billy Rose.

## Personagens

### Barney Google
Assim como Mutt e Jeff, Barney Google começou em páginas esportivas de jornal. A primeira tira foi nas seções de esportes do Chicago Herald e Examiner, em 1919, com o título original de Take Barney Google, F'rinstance. O personagem-título, um baixinho amigável (cuja estatura diminuíria ainda mais durante o primeiro ano) com olhos "arregalados", era ávido por esportes e jogatinas tais como pôquer, corrida de cavalos e lutas de boxe. 
Os "olhos arregalados, bigode, luvas, cartolas, nariz de cebola, charutos baratos" (descrição em tradução aproximada do historiador Bill Blackbeard) foi vítima de um casamento com "uma mulher de três vezes o seu tamanho" (segundo uma letra de canção em inglês, "a wife three times his size"). A formidável Senhora Lizzie Google (apelidada de "doçura") pediu o divórcio a Barney e virtualmente desapareceu das tiras. Em outubro de 1919, a tira começou a ser distribuída pela King Features Syndicate e foi publicada nos jornais de todo o mundo.

### Spark Plug
Surgido em tira de 17 de julho de 1922, o personagem coadjuvante do cavalo de corrida chamado "Spark Plug" ("vela de ignição") ganhou grande popularidade. Barney amava o seu "bebê de olhos castanhos" que nunca era visto em corridas, mostrado quase sempre coberto com um cobertor remendado com o nome dele inscrito. O criador das tiras de Charlie Brown (Peanuts), Charles M. Schulz, era conhecido pelos seus amigos por Sparky, apelido dado por um tio como um diminutivo de Spark Plug de Barney Google'.
| “ | Don Markstein da Toonopedia: | ” |
|   | — A primeira corrida de Sparky foi um evento da imprensa nacional, esperada por milhões de leitores de jornais. Tão grande foi o entusiasmo do público que DeBeck desistiu da intenção de aposentar o personagem após essa história, colocando-o entre os personagens recorrentes da tira. Spark Plug era muito querido pelas crianças da década de 1920, com "Sparky" tornando-se um apelido comum assim como acontecera com Charles M. "Sparky" Schulz. |   |

Reconhecendo a enorme popularidade nesse periodo, os editores mudaram o título da tira para Barney Google e Spark Plug. A tira de DeBeck inspirou ainda nessa época a canção "Barney Google (Foxtrot)" de Billy Rose e Con Conrad. O sucesso levou a que fosse gravada por inúmeros artistas tais como Eddie Cantor e The Happiness Boys, The Andrews Sisters e Spike Jones:
Who's the most important man this country ever knew?
Who's the man our Presidents tell all their troubles to?
No, it isn't Mr. Bryan and it isn't Mr. Hughes;
I'm mighty proud that I'm allowed a chance to introduce:
Barney Google—with the goo-goo-googly eyes,
Barney Google—had a wife three times his size;
She sued Barney for divorce,
Now he’s sleeping with his horse!
Barney Google—with the goo-goo-googly eyes!
Who's the greatest lover that this country ever knew?
Who's the man that Valentino takes his hat off to?
No, it isn't Douglas Fairbanks that the ladies rave about;
When he arrives, who makes the wives chase all their husbands out?
Barney Google—with the goo, goo, googly eyes,
Barney Google—bet his horse would win the prize;
When the horses ran that day,
Spark Plug ran the other way!
Barney Google—with the goo-goo-googly eyes!
(Tradução aproximada)
Quem é o homem mais importante que o país desconhece?
Quem é o homem a qual o presidente conta seus problemas?
Não, não é Mr. Bryan e nem Mr. Hughes;
Com muito orgulho fui autorizado a dizer quem é:
Barney Google dos olhos arregalados,
Barney Google que tinha uma esposa de três vezes o seu tamanho;
Ela deu o divórcio para Barney,
Agora ele dorme com seu cavalo!
Barney Google dos olhos arregalados!
Quem é o maior amante que esse país desconhece?
Quem é o homem a quem Valentino tira o chapéu?
Não, não é Douglas Fairbanks por quem as mulheres brigam;
E quem quando chega faz com que as esposas dispensem seus maridos?
Barney Google dos olhos arregalados,
Barney Google que apostou que seu cavalo venceria a corrida;
Quando o cavalo a disputou naquele dia,
Spark Plug correu por outro caminho!
Barney Google dos olhos arregalados!
Outros personagens e conceitos dessa época que agradaram os leitores foram "Sunshine", o jóquei negro de Barney, o encrenqueiro avestruz "Rudy" e "Sully", um campeão de luta livre que usava monóculo, além da misteriosa fraternidade masculina da "Ordem dos Irmãos de Billy Carneiro", paródia satírica das sociedades secretas (Havia também a "Fraternidade da Cabra Nanny" só das mulheres). A senha era "O-K-M-N-X", entendida como uma mistura fonética para a frase padrão dos cafés da manhã ("Okay, ham and eggs" ou "OK, presuntos e ovos"). Barney foi eleito o "Exalted Angora" em 1928. 

### Snuffy Smith
Em 1934, uma grande mudança aconteceria nas tiras quando Barney e seu cavalo visitaram as montanhas da Carolina do Norte e encontraram o temperamental e igualmente baixinho Snuffy Smith. O humor rural (em inglês Hillbilly) agradava bastante na época como se percebia pela repercussão positiva das tiras de Al Capp de Li'l Abner (Ferdinando no Brasil). A ambientação da tira ficava cada vez mais no sudeste dos Apalaches, no vilarejo de "Hootin’ Holler", com Snuffy protagonizando as histórias. Os habitantes locais eram extremamente desconfiados para com forasteiros, referindo-se a eles como "flatlanders" ou "revenooers" (coletores de impostos). Snuffy se tornou tão popular que seu nome foi adicionado ao título da tira ainda na década de 1930; Barney Google aparecia cada vez mais esporadicamente a partir da década de 1950 e sua mais recente aparição foi na tira de 5 de janeiro de 1997.
Snuffy é "estourado" e desajeitado. Ele mora numa cabana, usa um linguajar próprio e possui uma propensão a atirar em todos que não simpatiza. Está sempre com problemas com o xerife. Ele usa um chapelão de abas largas, quase tão alto como ele, tem um bigode escovinha e um par de macacões,todos remendados. Trapaceia constantemente no pôquer e no jogo de damas além de ocasionalmente roubar galinhas. 
Quase todos os personagens (nomes em português da Editora Trieste em publicação de 1972) da vila (exceto ocasionais visitantes "flatlander") são exageradamente rurais, seguindo a tradição do burlesco americano:  as mulheres são fofoqueiras inclusive a esposa de Snuffy, "Loweezy" (Luísa). Outros personagens são o filho bebê de Snuffy chamado "Tater" (Fumacinha), o sobrinho "Jughaid" (Juca); os vizinhos Elviney (Elvira) e "Lukey" (Lucas Ebenezer); Parson; Silas, o dono do armazém; o xerife Tait (Xerife Trabuco) e outros. Os veículos são calhambeques velhos dos anos de 1920, mesmo nas tiras da década de 1970 e posteriores. Os personagens são desenhados para parecerem falar o inglês com o canto da boca.

## Outras tiras relacionadas

### Bughouse Fables
Em 1921, DeBeck começou a desenhar cartuns sob o título de Bughouse Fables ("Fábulas do Manicômio"), no qual utilizava suas observações de pessoas comuns fazendo coisas malucas. Assinava como "Barney Google". Mais tarde ele adicionaria Bughouse Fables como uma tira que acompanhava a de Barney Google nos quadrinhos dominicais. 

### Bunky
Em 16 de maio de 1926, DeBeck começou outra tira, originariamente chamada de Parlor, Bedroom and Sink. Parlor Bedroom and Sink evoluiria para Parlor Bedroom and Sink Starring Bunky ou simplesmente Bunky— eram paródias dos melodramas teatrais ou de filmes e programas de rádio (seriados). "Bunky" (apelido de Bunker Hill, Jr.) era um bebê filho de pais sem dinheiro, o casal Bibsy, que desde o nascimento mostrava uma grande erudição ao falar além de possuir um enorme nariz. O irresponsável Bunker Sr. desapareceria da tira em pouco tempo. Bunky (sempre vestido com as roupas infantis que tinha na estreia) era a atração, protetor e benfeitor da família. 
O arqui-inimigo Fagin, introduzido em 1928, era um vilão desprezível nos moldes dos criados por Charles Dickens. Ele era “capaz de roubar moedas de um cego pedinte e chutar cães que cruzavam em seu caminho. Roubava viúvas e órfãos... uma rotina para ele", conforme descrição na Toonopedia. A tira popularizou entre os americanos o bordão "You’se is a viper!" ("Você é uma víbora!"). 
O autor e criador de Conan, Robert E. Howard, era um grande fã de Bunky, conforme anotou seu amigo Tevis Clyde Smith. Após a morte de DeBeck em 1942, Bunky continuou a ser produzido por Joe Musial (de The Katzenjammer Kids) e Fred Lasswell. A série terminaria em 1948.

## Outros artistas
Billy DeBeck faleceu de câncer em 1942, aos 52 anos de idade. O assistente de DeBeck Fred Lasswell, assumiu a tira Barney Google and Snuffy Smith em 1942. Na década de 1950, Lasswell abandonou o formato de longas histórias faseadas de DeBeck e adotou o padrão da "gag" do dia. Lasswell desenhou a tira até falecer em 3 de março de 2001. Outros assistentes de DeBeck incluindo Cliff Rogerson (mais tarde o editor dos cartuns de Newsday, começou em 1946), Paul Fung, Jr. e John Rose, que fazia a arte-final para Lasswell, desenham as tiras atuais. Margaret Shulock é uma das escritoras das tiras, não creditada.

## Origem do "Google"
Inspirada na canção "The Goo-Goo Song" (1900), a palavra "Google" foi introduzida em 1913 por Vincent Cartwright Vickers em sua obra The Google Book, um livro infantil sobre o Google e outras criaturas fantásticas que viviam na Googleland: "O Google tinha um bonito jardim que ele guardava noite e dia. Ele dormia num bebedouro no centro do jardim; quando a noite vinha, ele saia em busca de comida".  Gostando do apelo da palavra, DeBeck lançou sua tira seis anos depois, e o verso "goo-goo-googly" da canção de 1923 "Barney Google" chamaria a atenção para o termo. 
Quando o matemático e professor da Universidade de Columbia, professor Edward Kasner buscava na década de 1930 um nome para números grandes, ele pediu uma sugestão para seu sobrinho de nove anos de idade, Milton Sirotta. O jovem leitor de tiras lhe disse "Google". Kasner concordou e em 1940 usou os nomes "googol" e "googolplex" no livro Mathematics and the Imagination. Milton Sirotta morreu em 1980. Esse era o termo que Larry Page e Sergey Brin tinham em mente para chamar sua empresa (Google Inc.) em 1998, mas soletraram errado e "googol" voltou para "google", retornando à influência de Billy DeBeck. Em 2002, quando Page testou o serviço de livros digitais do Google, o primeiro livro digitalizado foi The Google Book.

## Legado
DeBeck ficou conhecido como um criador de termos e expressões criativas, que se popularizaram como gírias da "Era do Jazz" e entraram para a língua inglesa falada nos Estados Unidos. Alguns exemplos são “sweet mama”, “horsefeathers”, “heebie-jeebies”, “hotsy-totsy” e “Who has seen the doodle bug?”. Snuffy dizia sempre “great balls o’ fire” e “time's a-wastin'”, populares até os dias atuais. 
Em homenagem a DeBeck, a Sociedade Nacional dos Cartunistas dos Estados Unidos introduziu o prêmio Billy DeBeck Award em 1946. Oito anos depois o nome foi trocado para Reuben Award por Rube Goldberg. Em 1963, Lasswell venceu o NCS Humor Comic Strip Award e o Reuben Award. Em 1984, a Sociedade deu a ele o Elzie Segar Award (o nome do criador de Popeye) por suas contribuições em prol da profissão.
Snuffy Smith circulou em 21 países e foi traduzido em 11 línguas. Em 1995, a tira foi homenageada com um selo de correio comemorativo; foi uma das 20 tiras clássicas que receberam essa distinção dos correios americanos.

## Adaptações e influências

### Canções
- Barney Google Foxtrot de Billy Rose e Con Conrad (1923) Jerome H. Remick & Co.
- Come On, Spark Plug! de Billy Rose e Con Conrad (1923) Waterson, Berlin & Snyder Co.
- Bug House Fables de Clarence Gaskill (1923) M. Witmark & Sons
- So I Took the $50,000 de Jack Meskill e Al Gumble (1923) Jerome H. Remick & Co.
- O-K-M-N-X  We're Twenty Million Strong (apelidada de The Brotherhood of Billy Goats) de Phil Baker, J. Russel Robinson e Sid Silvers (1928) Jerome H. Remick & Co.
- Time's a-Wastin' (The Original Yard Bird Song) de Olsen and Johnson, Jay Levison e Ray Evans (1941) Broadcast Music, Inc.

### Quadrinhos
Barney Google e/ou Snuffy Smith foram adaptados para revistas em quadrinhos: A primeira publicação foi na revista do editor David McKay chamada Ace Comics de 1937. Também tiveram revistas próprias da Dell Comics (três títulos na década de 1940)s, da Toby Press (quatro títulos na década de 1950), da Gold Key Comics (um título na década de 1960) e da Charlton Comics (seis títulos na década de 1970). No Brasil, os quadrinhos foram publicados pela Editora Saber com o título original e como "Zé Fumaça" pela Editora Trieste.  Suas Historias voltaram a ser publicadas pela editora pixel na revista "Popeye e seus Amigos".

### Coletâneas e republicações
- Barney Google and His Faithful Nag Spark Plug (1923) Cupples & Leon Co.
- Barney Google and Spark Plug #2 (1924) Cupples & Leon Co.
- Barney Google and Spark Plug #3 (1925) Cupples & Leon Co.
- Barney Google and Spark Plug #4 (1926) Cupples & Leon Co.
- Barney Google (1935) Big Little Book #1083 Saalfield
- Barney Google: 1919–1920 (1977) Hyperion Press ISBN 0-88355-631-6
- The Smithsonian Collection of Newspaper Comics (1977) Smithsonian Institution Press/Harry Abrams (Bill Blackbeard, ed.)
- Barney Google and Snuffy Smith: 75 Years of an American Legend (1994) Kitchen Sink Press (Brian Walker, ed.) ISBN 0-87816-283-6
- Barney Google: Gambling, Horse Races and High-Toned Women! (2010) Yoe! Books (imprint of IDW) ISBN 1-60010-670-6

### Filmes e televisão

#### 1920s
As adaptações iniciaram em 1928, com Barney Hellum interpretando Barney Google na série de curta-metragens do cinema mudo da F.B.O. Pictures. Philip Davis atua como Sunshine.
- Horsefeathers (1928)
- OKMNX (1928) (também conhecido por Barney Google's Welcome Home)
- T-Bone Handicap (1928)
- Money Balks (1928)
- The Beef-Steaks (1928)
- Runnin' Through the Rye (1929)
- Sunshine's Dark Moment (1929)
- Neigh, Neigh, Spark Plug (1929)
- A Horse on Barney (1929)
- Just a Stall (1929)
- The Pace That Thrills (1929)
- Slide, Sparky, Slide (1929)

#### 1930s
Série animada em meados da década chamada Barney Google, produzida por Charles B. Mintz do Estúdio Screen Gems. Mintz desenhou apenas quatro episódios de Barney Google, todos distribuídos para os cinemas pela Columbia Pictures:
- Tetched in the Head (1935)
- Patch Mah Britches (1935)
- Spark Plug (1936)
- Major Google (1936)

#### 1940s
Spree for All (1946), uma animação produzida por Famous Studios, distribuída pela Paramount Pictures.
Dois Filmes "B" baseados nas tiras foram produzidos por Monogram Pictures em 1942: Private Snuffy Smith (também conhecido como Snuffy Smith, Yardbird) e Hillbilly Blitzkrieg. Bud Duncan interpretou Snuffy em ambos os filmes, com Cliff Nazarro aparecendo como Barney em Hillbilly Blitzkrieg. (Também aparecem no elenco o ator da série Keystone Cop, Edgar Kennedy, e Jimmie Dodd).

#### 1960s
Em 1963, King Features Syndicate lançou 50 desenhos animados de 6 minutos cada de Snuffy Smith para a televisão, produzidos pela Paramount Cartoon Studios de Nova Iorque. Os letreiros de abertura são acompanhados por música especialmente composta para a série:
Uh-uh-oh! Great balls o' fire, I'm bodacious!
Uh-uh-oh! Great balls o' fire, I'm a fright!
Uh-uh-oh! Great balls o' fire, goodness gracious!
I'm chop-chop-chop-chop-choppin' with all o' my might—YEA!
A série foi exibida na televisão do Brasil em meados da década de 1960, com o nome de "Capim Gordura" 
Outros personagens da King Features, como Recruta Zero (Beetle Bailey) e Krazy Kat, também apareciam em segmentos sob o título coletivo: King Features Trilogy. Vários episódios foram realizados pelo animador Jim Tyer. (Todos os 50 episódios estão no quarto DVD da Advantage Cartoon Mega Pack.)
- Snuffy's Song (1962)
- The Hat
- The Method and Maw
- Take Me to Your Gen'rul
- Snuffy's Turf Luck (1963)
- Pie in the Sky
- The Berkeley Squares
- The Shipwreckers
- The Master
- Barney Deals the Cars
- Snuffy Runs the Gamut
- The Tourist Trap
- Rip Van Snuffy
- Snuffy Goes to College
- Snuffy's Brush with Fame
- Give a Jail a Break
- Glove Thy Neighbor
- Snuffy's Fair Lady
- Just Plain Kinfolk (1964)
- Off Their Rockers
- Snuffy Hits the Road
- My Kingdom for a Horse
- The Country Club Smiths
- Jughaid's Jumping Frog
- Turkey Shoot
- The Work Pill
- Jughaid for President
- Loweezy Makes a Match
- Fishin' Fools
- Little Red Jughaid
- Jughaid the Magician
- A Hoss Kin Dream
- It's Better to Give
- Springtime and Spark Plug
- There's No Feud Like an Old Feud
- A Hauntin' fer a House
- Feudin' and a-Fussin'
- Barney's Blarney
- Do Do That Judo
- Farm Of The Future
- Gettin' Snuffy's Goat
- Barney's Winter Carnival
- Keeping Up with the Joneses
- The Big Bear Hunt
- Ain't It the Tooth
- Bizzy Nappers
- The Buzz in Snuffy's Bonnet
- Settin' and a-Frettin'
- Beauty and the Beat
- Smoke Screams